# Anomalorhina
Anomalorhina är ett släkte av skalbaggar. Anomalorhina ingår i familjen Rutelidae.
Kladogram enligt Catalogue of Life:
| Anomalorhina | \| \| Anomalorhina osaensis \| \| \| \| \| \| Anomalorhina turrialbana \| \| \| \| |
|              | \| \| Anomalorhina osaensis \| \| \| \| \| \| Anomalorhina turrialbana \| \| \| \| |
|              | Anomalorhina osaensis                                                              |
|              |                                                                                    |
|              | Anomalorhina turrialbana                                                           |
|              |                                                                                    |